# ماگوکسا
ماگوکسا (کره‌ای: 마곡사; هانجا: 麻谷寺; lit. معبد دره شاهدانه) معبد اصلی مکتب جوگه در بودیسم کره‌ای است که در گونگ‌جو، کره جنوبی واقع شده است. این معبد در دامنه شرقی کوه ته‌هوا و در جایی که رودخانه ته‌گوک‌چون به شکل ته‌گوک خمیده می‌شود، قرار دارد. این معبد همچنین برنامه‌های اقامت در معبد را ارائه می‌دهد که در آن بازدیدکنندگان می‌توانند فرهنگ بودیسم را از نزدیک تجربه کنند.